# SN 441011

El tapón T12 y los tapones derivados de él se basan en un cuadrado con una longitud lateral de al menos 25 y no más de 26 mm. Los detalles, como las tolerancias y la configuración de los pines, se pueden encontrar en las respectivas hojas estándar.

SN 441011, hasta 2019 SEV 1011, es un estándar suizo para enchufes y enchufes para uso doméstico y propósitos similares. El enchufe SN 441011 tipo 12 y el enchufe SN 441011 tipo 13 también se conocen internacionalmente como tipo J. Además de Suiza, este conector estándar también se utiliza en Liechtenstein. En Italia o en dispositivos de fabricantes italianos también se puede encontrar un enchufe de dos clavijas para 10 A idéntico al enchufe SN 441011 tipo 11.
El sistema enchufable definido en la norma para tensión alterna de 250 V o 440 V a 50 Hz está estructurado para ser "jerárquicamente compatible hacia abajo". Esto significa que los enchufes diseñados para 16 amperios también aceptan enchufes de 10 amperios, pero no al revés, y que los enchufes de 2 o 3 polos (monofásicos) también se pueden usar con enchufes de 5 polos (trifásicos). El Europlug (2,5 A) también se adapta a los 4 tipos de enchufes.
En todas las versiones con tres o cinco pines de contacto (tipo 12/13, 15, 23 y 25) el polo medio es el contacto de protección. Aunque las clavijas de contacto tienen la misma longitud, el contacto de protección es adelantado porque las tomas para el conductor neutro y el conductor exterior están hundidas más profundamente en la toma. La disposición descentrada de los contactos asegura la protección contra la inversión de polaridad: si el contacto de protección apunta hacia abajo en tomas monofásicas, el conductor exterior está a la derecha. Los cuatro tipos de tomas de corriente están equipados con collares protectores. Desde 2017 no se ha permitido la comercialización de enchufes sin collar protector (T12) y anteriormente solo se permitían fuera de los cuartos húmedos, pero los enchufes de este tipo existentes pueden seguir funcionando.

## Descripción general jerárquica de tipos de enchufes y enchufes
|      | Una fase | Tres fases |
| ---- | -------- | ---------- |
| 10 A | tipo 13  | tipo 15    |
| 16 A | tipo 23  | tipo 25    |

|       | Una fase L+N | Una fase L+N+PE | Tres fases 3L+N+PE | sección transversal de los contactos del enchufe |
| ----- | ------------ | --------------- | ------------------ | ------------------------------------------------ |
| 2,5 A | Europlug     |                 |                    | 4 × π ≈ 12,57 mm²                                |
| 10 A  | tipo 11      | tipo 12         | tipo 15            | 4 × π ≈ 12,57 mm²                                |
| 16 A  | tipo 21      | tipo 23         | tipo 25            | 4 × 5 = 20 mm²                                   |

- Datos: Q2335530
- Multimedia: SN 441011 / Q2335530